# Gloucester
Gloucester ou, em sua forma aportuguesada, Glócester pronúncia correta nativa:Glousta é uma cidade e um distrito do sudoeste da Inglaterra, próximo a fronteira com o País de Gales. É a capital do condado de Gloucestershire. Tem uma população de 110.800 habitantes, e em sua área metropolitana chega a 136.204 habitantes (2001).
Gloucester foi fundada em 48 d.C. pelos romanos com o nome de Glevo Nervense (Glevum Nervensis) ou Colônia Nérvia Glevensia (Colonia Nervia Glevensium).
Em Gloucester nasceu John Stafford Smith (1750-1836), famoso por compor a melodia do Hino Nacional dos Estados Unidos da América. Também foi na cidade de Gloucester que nasceu Nathan Sykes, membro mais novo da boy band The Wanted que ganhou fama internacional, depois de lançar singles como: Glad You Came e Chasing The Sun.